# Garrevaques
Garrevaques település Franciaországban, Tarn megyében. Lakosainak száma 399 fő (2022. január 1.). Garrevaques Revel, Montgey, Palleville és Poudis községekkel határos.

## Népesség
A település népességének változása:
| Lakosok száma | 378  | 387  | 406  | 398  | 400  | 402  | 401  | 400  | 399  |
|               | 2013 | 2015 | 2016 | 2017 | 2018 | 2019 | 2020 | 2021 | 2022 |